# Philomecyna pilosella
Philomecyna pilosella là một loài bọ cánh cứng trong họ Cerambycidae.